# Tatiana Proskouriakoff
Tatiana Avenirovna Proskouriakoff (in russo Татья́на Авени́ровна Проскуряко́ва?; Tomsk, 23 gennaio 1909 – Cambridge, 30 agosto 1985) è stata un'archeologa statunitense di origine russa, ricordata soprattutto per il suo fondamentale contributo alla decifrazione dei geroglifici Maya e alla conoscenza del sistema di scrittura della civiltà Maya precolombiana della Mesoamerica. Ha dimostrato che le iscrizioni di Piedras Negras e Yaxchilán raccontavano eventi storici e vite di persone reali, e non solo mitologie o descrizioni di calendari, come si pensava fino ad allora. Un altro dei suoi contributi è stato un sistema di datazione dei monumenti basato sulla morfologia e lo stile scultoreo dei pezzi. È anche riconosciuta per il suo lavoro iniziale come disegnatrice di siti archeologici, essendo stata pioniera nel concetto di disegno per la ricostruzione di grandi strutture: rappresentazione artistica di spazi architettonici dilatati come avrebbero potuto essere nel loro periodo di massimo splendore..
Nel 1974 ha preparato un catalogo di 1000 prodotti in giada del sacro cenote di Chichén Itzá, conservato nel Peabody Museum. Proskouriakoff ha lavorato per oltre 20 anni alla storia consolidata dei Maya, pubblicata postuma nel 1994. Era membro a pieno titolo dell'American Anthropological Association. Nel 1971, è stata nominata "Donna dell'anno" nella nomination della Pennsylvania State University. Dottore onorario dell'Università di Tulane (1977), ha ricevuto la medaglia Alfred V. Kidder (1962) e l'Ordine del Quetzal dal governo guatemalteco nel 1984. Nel 1998, le ceneri di Proskouriakoff sono state sepolte nell'edificio "J-23" sull'Acropoli di Piedras Negras, che ha raffigurato nelle sue ricostruzioni archeologiche.

## Biografia
Nacque nel gennaio 1909 nella città siberiana di Tomsk, nell'allora Impero Russo. Sua madre, Alia Nekrassova, era un medico, una delle prime donne ad ottenere quella laurea in Russia. Suo padre, Avenir Proskouriakoff, era un ingegnere chimico. Aveva una sorella maggiore, Ksenia. La famiglia si recò negli Stati Uniti nel 1915, quando suo padre, sofferente di cuore e quindi escluso dal servizio militare, fu incaricato dallo zar Nicola II di sovrintendere alla produzione di munizioni per la prima guerra mondiale. La rivoluzione russa costrinse la famiglia a rimanere negli Stati Uniti in modo permanente. La madre di Tatiana tornò a praticare la medicina e suo padre iniziò a lavorare come insegnante di chimica.  Successivamente Tatiana (ebbe la cittadinanza americana nel 1923) avrebbe visitato la Russia solo una volta, per incontrare un altro specialista maya, Yuri Knorozov.
Tatiana — o Tania, come amava farsi chiamare — è stata educata in un ambiente intellettuale esigente, che ha rafforzato le sue doti naturali, in particolare quella del disegno. Sapeva leggere già all'età di 3 anni. Aveva un talento per il disegno e riceveva lezioni di arte e acquerello. La famiglia visse per un po' in Ohio, poi si trasferì nell'area di Filadelfia, stabilendosi a Lansdowne, in Pennsylvania. Completò gli studi secondari alla Lansdowne High School, dove alcuni compagni di classe la chiamavano "duchessa". Nel 1926, Tatiana si iscrisse alla Pennsylvania State College School of Architecture e si diplomò come unica donna della sua classe nel 1930. In seguito alla Grande Depressione, Proskouriakoff trascorse diversi anni alla ricerca di lavoro senza successo. Per guadagnarsi da vivere, lavorò da Wanamaker's, uno dei primi grandi magazzini commerciali degli Stati Uniti.

## Carriera

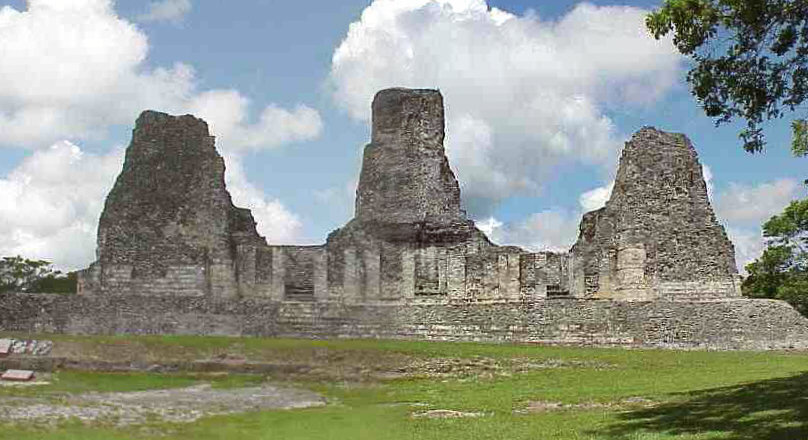
Xpujil com appariva nel 2000

Il suo primo contatto con il mondo dell'archeologia fu casuale. Ottenne un lavoro temporaneo come disegnatrice su piccola scala, ottenendo il permesso di copiare nel Museo dell'Università di Filadelfia. Strinse amicizia con un curatore di museo, per il quale realizzò gratuitamente altri disegni (anni dopo dichiarerà di averlo fatto "per non annoiarsi"). L'archeologo Linton Satterthwaite rimase colpito dalla qualità del lavoro di Proskouriakoff e la introdusse nel mondo dell'archeologia, come una dilettante entusiasta ma non pagata.
Nel 1936 fu pianificata una spedizione a Piedras Negras. Linton Satterthwaite la invitò a partecipare come disegnatrice. Il Museo avrebbe potuto pagare il viaggio ma non remunerare il lavoro. Lei accettò e si recò con il gruppo di archeologi prima a Palenque e poi a Piedras Negras.
Secondo il suo biografo Ian Graham, quando Proskouriakoff vide per la prima volta il Tempio del sole di Palenque, si rese conto di aver trovato la sua vocazione. Continuò a lavorare gratuitamente per il museo e partecipò a un'altra spedizione a Piedras Negras nel 1937. Il sito di Piedras Negras si trova tra Messico e Guatemala nella regione di Usumacinta. Al ritorno dalla spedizione, Satterthwaite chiese a Proskouriakoff di realizzare un disegno di "ricostruzione" del cosiddetto Piedras Negras Acropolis, e lei lo fece nel tempo libero. Questi disegni di "ricostruzione", tentativi di immaginare intere scene dalle rovine come avrebbero potuto essere originariamente, furono il passo successivo nella carriera di Proskouriakoff, e quello che la condusse alla pratica professionale dell'archeologia.

### A Copán e nello Yucatán
Sebbene Proskouriakoff non abbia mai conseguito una laurea nel campo degli studi Maya, la sua dedizione e abilità la portarono a ricevere incarichi presso la Carnegie Institution di Washington DC, poi successivamente presso l'Università di Harvard. La sua posizione alla Carnegie fu ottenuta quando Sylvanus Morley vide la ricostruzione panoramica durante una visita al museo; ne fu impressionato e la convinse a fare di più per la Carnegie Institution. Incapace di convincere l'istituto ad assumerla, raccolse fondi con due campagne chiamate Los amigos de Copan e Los amigos de Chichen-Itza per consentire a Proskouriakoff di recarsi a Copán e nello Yucatán, cosa che lei fece nel 1939. Tornata dopo aver completato i disegni, all'inizio le fu assegnato il posto di ricercatrice associata presso l'Istituto (1940). Proskouriakoff appare già nell'annuario Carnegie del 1944, annunciando l'uscita di An album of Maya architecture: la raccolta di disegni di ricostruzione era in stampa. In realtà la guerra ritardò i lavori e il libro non fu pubblicato fino al 1946.
A partire dal 1943, il lavoro di Proskouriakoff come epigrafista e archeologa iniziò a superare quello dell'artista dei disegni di ricostruzione. Dal 1938 lavorava a un sistema di datazione per i monumenti Maya e dal 1943 all'interpretazione dei glifi Piedras Negras. Nel 1944 pubblicò il suo primo articolo come ricercatrice, relativo alla scrittura Maya: un'iscrizione su una giada probabilmente scolpita a Piedras Negras.
L'interesse per la datazione sembra nascere da una discussione con Morley sulla data di costruzione di un monumento: Morley aveva un sistema di datazione basato su considerazioni estetiche, e Proskouriakoff non lo riteneva adeguato, quindi creò lei stessa un nuovo metodo, basato sulla morfologia e stile scultoreo. C'erano pochi pezzi con date inscritte, e quindi datazioni inequivocabili, e Proskouriakoff svolse un'analisi approfondita e ordinata di questi pezzi, che le permisero di datare per confronto quelli che mancavano di iscrizioni, con un metodo migliore rispetto a quelli impiegati fino ad allora; alle iscrizioni viene attribuito un margine di errore compreso tra 20 e 30 anni. Queste opere furono pubblicate nel 1950 in A study of classic Maya sculpture. 

### Piedras Negres e Yaxchilan
Il suo contributo più importante all'archeologia Maya fu l'interpretazione di monumenti e glifi di Piedras Negras e Yaxchilan, che avrebbero contribuito al processo di decifrazione della scrittura Maya. Nel 1943 Proskouriakoff iniziò a lavorare sull'ipotesi che i trentacinque monumenti di Piedras Negras fossero distribuiti in modo preconcetto, e non casuale. Vari indizi la portarono a immaginare che le stele potessero essere classificate in sette gruppi, ognuno dei quali avrebbe potuto rappresentare la vita di un uomo, sicuramente un sovrano. Sulla base di questa ipotesi, i glifi che si ripetevano nei sette gruppi di monumenti cominciarono ad avere un significato: indicavano eventi della vita, come nascite, matrimoni, morti, vittorie in combattimento... Dove fino ad allora si vedevano dèi o sacerdoti, logicamente sorsero padri, madri e figli di sette generazioni.
Nel 1950 la sua posizione lavorativa fu nuovamente a rischio, poiché la Carnegie Institution concluse la sua "opera maya" con la spedizione Mayapán (1950-1955), e licenziò tutto il personale ad essa dedicato, ad eccezione dei tre membri più giovani, tra cui Proskouriakoff, rimasti in organico con uno stipendio ridotto. Nel 1958 il Carnegie Historical Research Department scomparve definitivamente. A quel tempo Proskouriakoff era già una rinomata archeologa e fu immediatamente assunta come curatrice di arte Maya presso il Museo di Archeologia ed Etnologia dell'Università di Harvard. 
Il suo lavoro all'Università di Harvard si concentrò sullo studio dei glifi Maya, che avrebbe pubblicato nel 1960 (Piedras Negras) e nel 1964 (Yaxchilan). Tra le sue prime riflessioni sul problema, nel 1943, e la pubblicazione del suo articolo nel 1960, altri mayanisti avevano fatto progressi: Yuri Knorozov era andato oltre i 'geroglifici', dimostrando che la scrittura maya includeva anche elementi fonetici, e Heinrich Berlin aveva scoperto che alcuni glifi avevano la funzione di toponimi, e di nomi di dinastie associate ai luoghi nominati. Il contributo di Proskouriakoff nel 1960 completò la rivoluzione nella conoscenza della scrittura Maya: dimostrò che i glifi narravano la storia di sette sovrani di Piedras Negras, e delle loro famiglie e subordinati. Improvvisamente, i Maya entrarono nella storia scritta.

### Mille pezzi di giada
Per quindici anni Proskouriakoff lavorò al restauro di mille pezzi di giada del cenote di Chichen-Itzá. Nel 1974 pubblicò la sua analisi, Jades from the Cenote of Sacrifice, Chichen Itza, Yucatan. 
Morì nel 1985, all'età di 76 anni,  lasciando incompiuta la sua opera Maya History, che sarebbe stata poi curata e pubblicata nel 1993 da Rosemary Austin dell'Università del Texas.

### Omaggio con le sue ceneri
Nel 1998 Ian Graham e David Stuart guidarono un gruppo di amici e studenti che portarono le ceneri di Tatiana a Piedras Negras e le depositarono nell'Acropoli,  coprendo la sua sepoltura con una semplice lapide.

## Premi e riconoscimenti
- 1962 Alfred V. Kidder Medal for eminence in American archaeology
- 1971 Woman of the Year by Penn State
- 1980 Order of the Quetzal, la più alta onorificenza del Guatemala
- 1977 Honorary Doctorate of Laws from Tulane University
- 1981 Membro della American Philosophical Society

## Opere
- An Inscription on a Jade Probably Carved at Piedras Negras Notes on Middle American Archaeology and Ethnology II, 1944
- An Album of Maya Architecture, 1946
- Middle American Art, 1950
- A Study of Classic Maya Sculpture Carnegie Institute of Washington Publication No. 593, 1950
- Varieties of Classic Central Veracruz Sculpture American Anthropology and History LVIII, 1954
- Historical Implications of a Pattern of Dates at Piedras Negras, Guatemala American Antiquity XXV, 1960
- Portraits of Women in Maya Art, 1961
- Lords of the Maya Realm Expedition Magazine IV 1961
- Mayapán, Yucatán, Mexico (con H.E.D. Pollock, A.L. Smith e R.L. Roys) Carnegie Institute of Washington Publication No. 619, 1962
- Historical Data in the Inscriptions of Yaxchilan, Part 1 Estudios de Cultura Maya III, 1963
- Historical Data in the Inscriptions of Yaxchilan, Part 2 Estudios de Cultura Maya IV, 1964
- Olmec and Maya Art: Problems of Their Stylistic Relation Dumbarton Oaks Conference on the Olmec, 1968
- Classic Art of Central Veracruz Handbook of Middle American Indians Vol XI, 1971
- Jades from the Cenote of Sacrifice
- Maya History, 1993 ISBN 978-0-292-76600-6
- Graphic designs on Mesoamerican pottery
- Maya calendar round dates such as 9 Ahau 17 Mol
- The Maya: An Introduction (con L.S. Spotnitz, J.A. Sabloff e G.R. Willey)